# Hauganes
Hauganes est une localité islandaise de la municipalité de Dalvíkurbyggð située au nord de l'île, dans la région de Norðurland eystra. En 2011, le village comptait 124 habitants.